# Nekreditni novac
Pojam nekreditni novac pojavljuje se osamdesetih godina prošlog stoljeća u krugu ekonomskih mislioca unutar jugoslavenskog samoupravnog socijalizma. Tada se s okruglog stola na temu "Što su to ekonomske zakonitosti" kao refleksije na ideal moguće pravednijeg ekonomskog sustava, razvila javna diskusija, pa se javljaju članci u listu "Ekonomska politika".
22.prosinca 1980. godine list "Ekonomska politika" donosi članak Stojana Nenadovića (09. listopada 1942. – 21. svibnja 2011.) pod istoimenim nazivom "Što su to ekonomske zakonitosti" gdje Nenadović postulira ideju nekreditnog novca. Nekoliko mjeseci kasnije isti list donosi članak doktora ekonomskih znanosti i direktora Beogradske Banke, Srećka Urgina, pod nazivom "Putevi stvaranja nekreditnog novca" u kojem u osnovi izlaže kako se nekreditni novac stvara uvijek kada se otpisuju dugovi. 31. kolovoza 1981. "Ekonomska politika" donosi Nenadovićev članak "Teorijska priroda nekreditnog novca". Nedugo potom diskusija se prekida odlukom tadašnjeg političkog vrha.

## Teorijska priroda nekreditnog novca
Nenadović je svoju teoriju razvio analizom na opću filozofiju vrijednosti novca, postulirajući teoriju po kojoj se u svakoj robi opredmećuju tri različite vrijednosne dimenzije (troškovi, tržišna cijena i korisnost) za razliku od tradicionalne ekonomske znanosti koja u vrijednosti robe vidi u osnovi samo jednu kvantitativno određenu dimenziju. Ukazuje pritom na činjenicu da vrijednost nekreditnog novca ne zavisi od političkog sustava u kojem egzistira. 
Nenadović kreditni novac definira nominalnim novcem, pa su i računi koje takav sustav ima, izraženi u nominalnim iznosima. On predlaže formulu koja će pokazati koliki bi računi trebali bili u realnim iznosima. Tvrdi da u realnom iznosu korisnost (dohodak) mora biti veća od troška, jer inače u društvu ne bi bilo nikakvog napretka. Stoga tvrdi da se dogme ekonomske znanosti ostvaruju samo u nominalnim iznosima, a da se u realnim iznosima ostvaruju zakonitosti "viška korisnosti" za koje predlaže monetarni ekvivalent izražen nekreditnim novcem. Po Nenadoviću emisija nekreditnog novca po točno određenoj formuli (dM = kM ;  k = (ponuda - potražnja)/potražnja) koja pokazuje koliki zapravo treba biti iznos realnog novca u sustavu, mora biti izražena kao nepovratni monetarni dar sustavu. Izvor nekreditnog novca leži u porastu ekonomske racionalnosti. Nekreditni novac predstavlja monetizaciju progresa. Tvrdi da zakonitosti tradicionalne ekonomije važe samo za slučaj da je višak korisnosti (odnosno nekreditni novac) jednak nuli, ali ako je višak korisnosti veći od nule, klasična ekonomija ne može objasniti ekonomske pojave, jer njeni zakoni više ne važe. Obrazlaže kako se nekreditni novac u sustavu, umjesto svjesno,  stihijski stvara, kroz otpisivanje nenaplativih dugova ili prerušen u proračunskom deficitu.
Nenadović svoju teoriju šalje tadašnjem predsjedniku SAD-a Reaganu i njegovom ekonomistu Miltonu Friedmanu. Friedman odgovara Nenadoviću, u pismu se nalazi znakovita rečenica po kojoj se a priori ne prepoznaje paradigma Nenadovićeve teorije o višku korisnosti, Friedman kaže: "The fundamantal defect i all such reasoning is the failure to recognize that what is called a profit or an excess of receipts over expenditures is also a cost" ("Fundamentalna greška svih tih rezoniranja je nesposobnost da se prepozna da je ono što se naziva profit, ili višak prihoda nad rashodima, također trošak".)
Reagan kasnije ipak vodi politiku proračunskog deficita, koja se tada smatrala neznanstvenom.

## Svjetske refleksije na ideju nekreditnog novca
Nenadović smatra da se stvarna vrijednost novca izražava samo kao nekreditni novac, kao monetarni poklon sustavu, a da je pozajmljivanje novca, to jest kreditiranje, nešto sasvim drugo i da ta djelatnost ne smije imati veze sa stvaranjem novca.
Na tragu iste ideje direktor Američkog Monetarnog Instituta, Stephen Zarlenga, napisao je knjigu "The lost science of money" gdje daje povijest novca. Tu se realni novac promatra upravo kao nekreditni novac, za razliku od kreditnog, koji je zajam. Zarlenga polazi od Aristotela, koji kaže da je novac vrijednost koju pravi država, a kreditni novac prave privatne banke. Zato kaže da je država dužna praviti novac, a ne privatne banke.
Biagio Bossone, koji je bio izvršni direktor Svjetske banke i MMF-a, određen za vođu radne grupe koja je pripremala prijedloge za Samit G-20 u Londonu, 2009. godine. 8. ožujka iste godine napisao je članak: "To solve this crisis, let's think out of the box" ("Kako bi riješili ovu krizu, moramo misliti izvan okvira"). U tom članku on kaže: "We propose a noncredit money system, where money creation is separated from lending".("Mi predlažemo nekreditni sustav novca, gdje je stvaranje novca odvojeno od kreditiranja"). Njegov prijedlog nije prošao, a sam je smjenjen sa svojih funkcija.
C.H. Douglas se donekle približava ideji nekreditnog novca, on je razvio doktrinu tkz. socijalnog kredita, čiji bi vlasnik bio narod pa tako dobivao i njegovu kamatu. 
Slično razmišlja i američki kritičar, analitičar Richard C. Cook, koji obrazlaže da kamata na nacionalni dug SAD-a, treba biti ispaćena američkim građanima u obliku dividende.
Zanimljiv slučaj i svojevrstan znanstveni pokus s izdavanjem nekreditnog novca zbio se u Italijii. Profesor Giacinto Auriti, u svojstvu osnivača i tajnika sindikata SAUS, u svom je rodnom gradiću Guardiagrele stavio u opticaj novčanice SIMEC (SIMbol EConometrije) na kojima je pisalo da su vlasništvo onoga tko ih nosi, a da izdavatelj od novčanice nema nikakva profita. Novčana jedinica simec je po studiji profesora Auriti trebala poput metra u fizici mjeriti ekonomska dobra i usluge.
U mnogim javnim istupima Nenadović se trudi popularno razložiti ideju nekreditnog novca. Tako, npr., obrazlaže hitri uspon nacističke ekonomije upravo puštanjem u opticaj nekreditnog novca, također ukazuje na činjenicu da je Marshallov plan, koji je s 5% GDP SAD-a u Europi povećao proizvodnju za 30%, i tako brzo otklonio strahovite posljedice rata, također bio dar, otpisani kredit, to jest nekreditni novac. Današnji streloviti uspon kineske ekonomije, u uvjetima globalne recesije, Nenadović obrazlaže izvjesnim postotkom emisije nekreditnog novca.

## Vanjske poveznice
- http://www.positivemoney.org.uk/#panel-1

- http://sites.google.com/site/financijskisustav/home
- https://sites.google.com/site/hrvatskiekonomskipreporod/home